# Pierrefitte-sur-Sauldre
Pierrefitte-sur-Sauldre ist eine französische Gemeinde mit 752 Einwohnern (Stand: 1. Januar 2022) im Département Loir-et-Cher in der Region Centre-Val de Loire; sie gehört zum Arrondissement Romorantin-Lanthenay und zum Kanton La Sologne.

## Geographie
Pierrefitte-sur-Sauldre liegt in der Seenlandschaft der Sologne an der Grenze zum Département Cher, etwa 50 Kilometer nordnordwestlich von Bourges an der Sauldre und ihrem Zufluss Boute Vive. Im Norden verläuft der Canal de la Sauldre. Der Beuvron begrenzt die Gemeinde im Nordwesten; die Flüsse Méant und Néant entspringen im Gemeindegebiet von Pierrefitte. Umgeben wird Pierrefitte-sur-Sauldre von den Nachbargemeinden Chaon im Norden, Brinon-sur-Sauldre im Osten, Souesmes im Süden, Salbris im Südwesten, Nouan-le-Fuzelier im Westen sowie Vouzon im Nordwesten.

## Bevölkerungsentwicklung
| Jahr                       | 1962 | 1968 | 1975 | 1982 | 1990 | 1999 | 2006 | 2015 | 2022 |
| Einwohner                  | 984  | 892  | 869  | 907  | 835  | 851  | 863  | 806  | 752  |
| Quellen: Cassini und INSEE |      |      |      |      |      |      |      |      |      |

## Sehenswürdigkeiten
- Kirche Saint-Étienne aus dem 16. Jahrhundert
- Kapelle Notre-Dame aus dem Jahr 1600
- Schloss Bois-Rabot
- Schloss Les Rouches
- Schloss Montfranc
- Wassermühlen
- Wasserturm

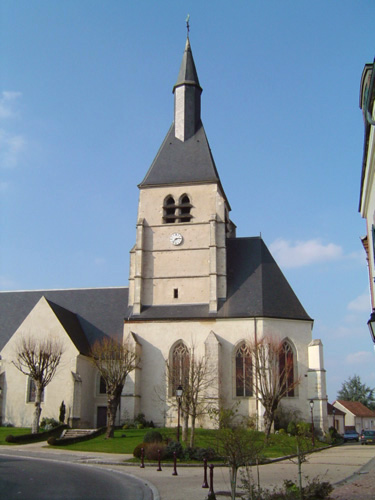
Kirche Saint-Étienne
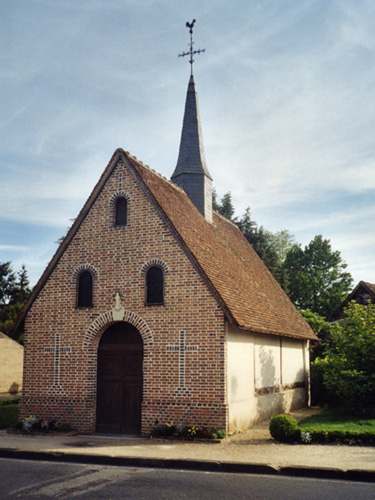
Kapelle Notre-Dame